# 萊默巴赫河 (卡瑟爾巴赫河支流)
50°11′49.64″N 9°18′21.43″E / 50.1971222°N 9.3059528°E

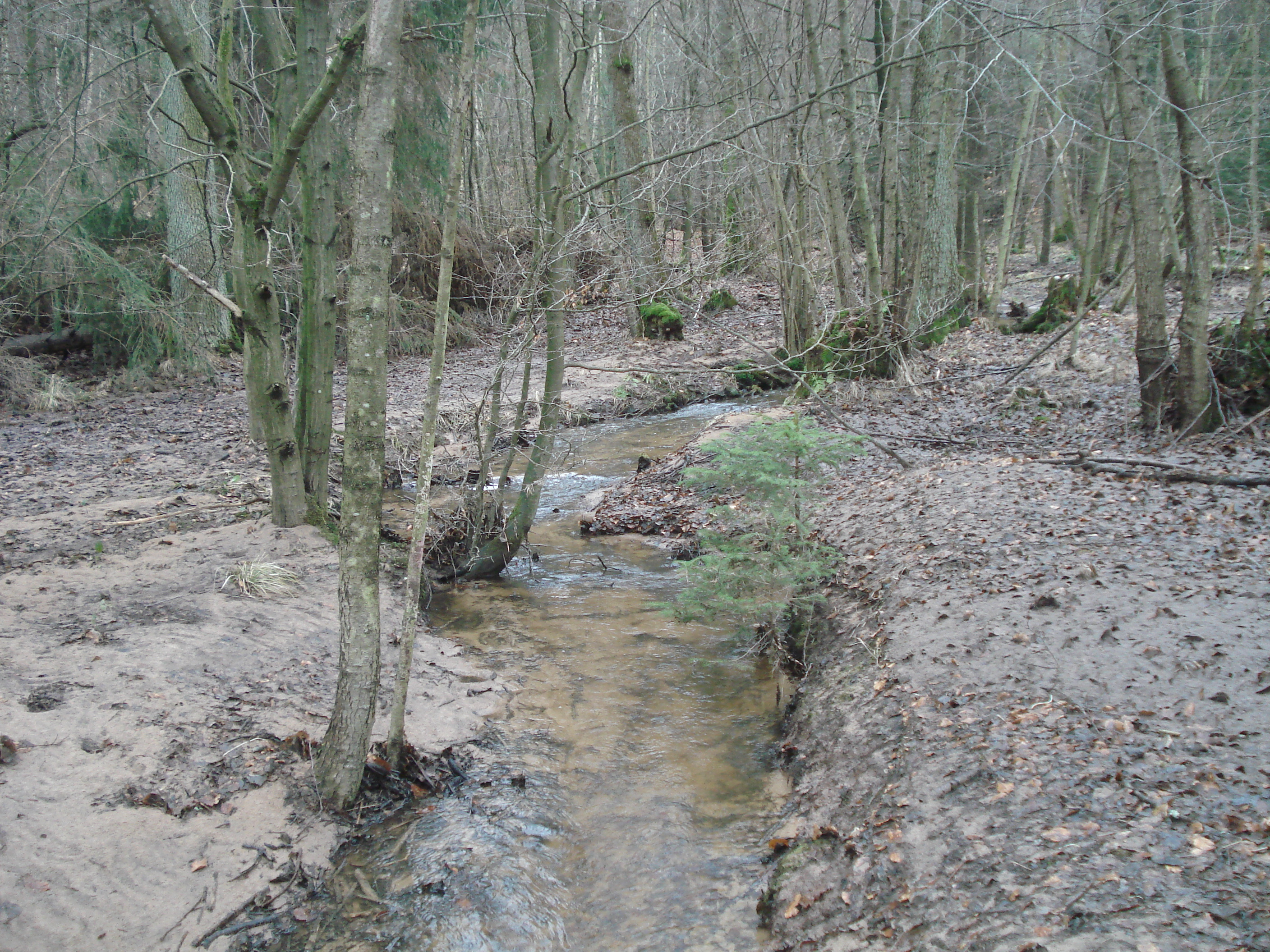

萊默巴赫河（德語：Lämmerbach），是德國的河流，位於該國中部，由黑森州負責管轄，屬於卡瑟爾巴赫河的右支流，河道全長2公里，流域面積3.3平方公里。